# Peci

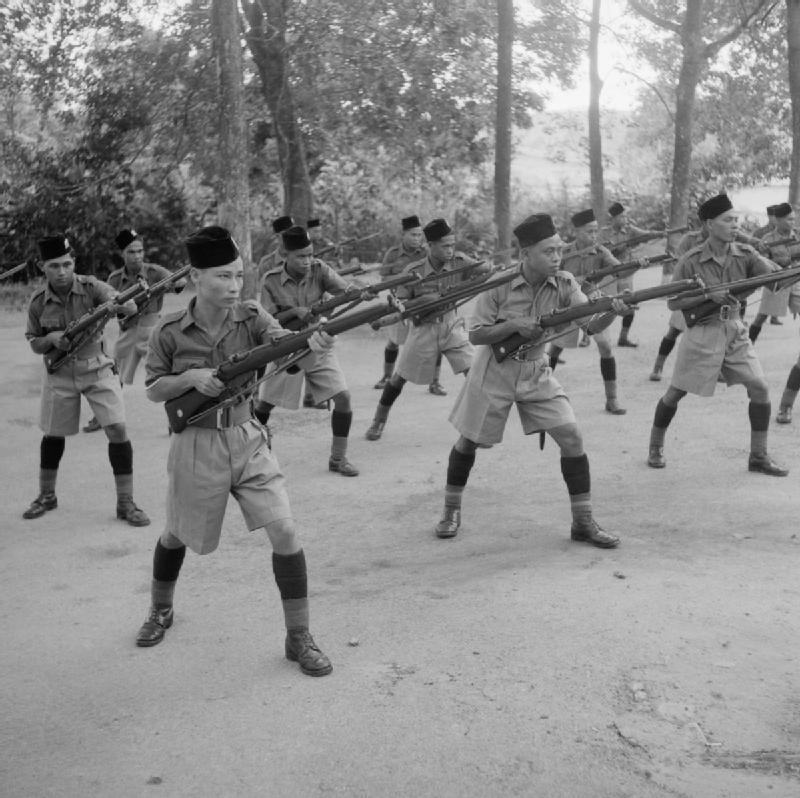
Soldati malesi indossano il peci durante le esercitazioni.

Il peci è un copricapo per uso maschile tipico dell'Indonesia e di derivazione musulmana, che consiste in un cono troncato, molto simile al fez, ma realizzato quasi unicamente in feltro nero.

## Descrizione
In Malaysia, Singapore e Brunei il copricapo è conosciuto con nome di songkok mentre nelle Filippine con il nome kopiah.
In Indonesia il peci è diventato uno dei simboli nazionali, dopo essere stato reso popolare dal presidente Sukarno. Tale indumento viene indossato dagli uomini indonesiani in situazioni formali come cerimonie o feste religiose come l'Id al-adha e l'Id al-fitr.